# Акен, Жозефина
Жозефина Апье Дженаро Акен (1 мая 1955, Западный Бахр-эль-Газаль — 2 мая 2008), луо из района Бахр-эль-Газаль, родилась в Вау, Западный Бахр-эль-Газаль, Южный Судан. Была членом Народно-освободительного движения Судана.

## Ранняя жизнь и образование
Акен родилась в Алуре, Куарьена, и изучала телекоммуникации в Учебном центре Джуба в Хартуме. Позже она уехала в Великобританию, чтобы изучать бизнес в Открытом университете.

## Карьера
Акен начала свою карьеру в качестве работницы почтового отделения. С 1973 по 1976 год она работала в Министерстве образования Южного Судана. В 1976 году она стала работать координатором и работала в Хартуме до 1987 года. В 1987 году Акен переехала в Великобританию. В феврале 1991 года она стала соучредительницей Sudan Women Association и была председателем организации с 1994 по 2000 год. Уйдя со своего места в качестве председателя, она стала координатором SWA.

## Политика
До прихода в правительство Южного Судана Акен была директором Ассоциации суданских женщин, базирующейся в общественном центре лондонского аббатства в Килберне. В правительстве Южного Судана она была старшим государственным служащим. С 1994 по 2008 год Акен работала в Национальном совете освобождения Народно-освободительного движения Судана (НОДС).

## Волонтёрство
В 2000 году Акен была назначена председателем Камденско-Вестминстерского партнерства по обучению беженцев. Она оставалась в благотворительной организации до 2004 года. Несколько лет спустя, в 2006 году, Акен вернулась в Южный Судан и была выбрана руководителем Комиссии по правосудию для служащих Южного Судана (SSJEC).

## Смерть
2 мая 2008 года Акен погибла в авиакатастрофе вместе со своим мужем, министром по делам НОАС генералом Домиником Дим Денгом, в Джубе, Судан.